# Алакшми
Алакшми (санскр. अलक्ष्मी; от корней अ (а) — «не» и लक्ष्मी (Лакшми, «удача») — в индуистской мифологии богиня неудачи. Она описывается как отпугивающая коров, с ногами антилопы и бычьими зубами. Или у неё «сухое сморщенное тело, впалые щеки, толстые губы и глаза-бусинки, и она едет на осле». Она не упоминается по имени в ведической, упанишадской или ранней пуранической литературе, но все аспекты Алакшми соответствуют таковым у богини Ригведы Ниррити. Её также называют тенью Лакшми. В «Падма-пуране» космология включает её, где Пахтанье Молочного Океана создает как хорошее, так и плохое. Согласно Падма-пуране, сначала в нём появляется то, что неблагоприятно и плохо, но больше усилий богов создает благоприятное и хорошее. Сначала появляется Алакшми, затем появляется Лакшми. Боги посылают Алакшми поселиться среди злых людей, дать им бедность и горе. Она как асура всего неблагоприятного, а также горя — противоположность Лакшми, богине благополучия и радости. Алакшми иногда называют ещё одним именем — Джьешта. Алакшми также известна как Калахаприя и Даридара и является тенью, противоположной Лакшми.
Её упоминает Чакрабарти «…Говорили, что, когда она вошла в дом, Алакшми навлекла на неё ревность и злобу. Братья поссорились друг с другом, семьи и их мужские родословные столкнулись с разорением и разрушением».
Так же Алакшми считается второй женой демона Кали — олицетворения последней эпохи, в которой много неправедных людей.